# Brochiraja spinifera
Brochiraja spinifera is een vissensoort uit de familie van de Arhynchobatidae. De wetenschappelijke naam van de soort is voor het eerst geldig gepubliceerd in 1974 door Garrick & Paul.